# La bella addormentata (film 1942)
La bella addormentata è un film del 1942 diretto da Luigi Chiarini.
Nonostante il titolo, la pellicola non ha nulla a che fare con la celeberrima fiaba di Charles Perrault, ma è invece tratta dall'omonimo dramma teatrale di Pier Maria Rosso di San Secondo.

## Trama
La servetta Carmela giunge dal paesello al servizio nella casa del notaio don Domenico, ipocrita ed ambiguo e viene da questi sedotta. La ragazza fugge dalla casa e cade nelle spire di una megera che lusingandola con promesse vuol far mercato della sua bellezza. Un giovane, Salvatore detto il Nero, che lavora nella zolfatare la toglie dalla turpe casa e impone al notaio di riparare il mal fatto sposandola. La ragazza trascorre le varie vicende come in uno stato di rintontimento. Il giorno delle nozze essa sviene prima di entrare in chiesa e si ammala gravemente. Prima di morire rivela che il solfataro era il suo unico amore e la incomprensione di lui ha causato la sua malattia.

## Distribuzione
La pellicola venne presentata alla Mostra di Venezia 1942. Il film, realizzato negli studi del Centro Sperimentale di Cinematografia di Roma, uscì nelle sale nella seconda metà del settembre 1942.

## Accoglienza
Raffaele Calzini su Film Quotidiano, del film scrive: "'Avventura colorata', definì questa sua commedia Rosso di San Secondo; egli voleva riunire ad un soggetto terriero foscamente dipinto qualche accenno surrealistico derivato dal Verga, dal De Roberto, dal Capuana. E Chiarini, pittore meticoloso e raffinato, di ambienti, accortissimo conoscitore delle più recenti espressioni pittoriche [..] ha puntato l'obiettivo sui due poli opposti: il villaggio siciliano [..] e la donna dalla treccia nera e dall'incedere di coefora [..] senza mostrarci una siepe di fichi d'india o un aranceto (aborrendo cioè dal pittoresco) ha composto un 'clima' siciliano perfetto: cattolico e geloso, arroventato e assoluto, nutrito di cibi pepati e vini densi, di coralli e di cristalli. Dentro questo clima, 'la bella addormentata' passa come l'angelo dantesco sullo Stige 'con le piante asciutte'. Sotto la direzione di Chiarini la Ferida è perfetta nei gesti, nella impostazione della figura, negli sguardi, nella voce.".